# علم إسبانيا

العلم المدني لإسبانيا

أعتمد علم إسبانيا رسميا في 28 أيار - مايو من سنة 1785 وجرى عليه تعديل في 5 أكتوبر 1981. بينما تم اعتماد العلم المدني لإسبانيا في 6 كانون الأول - ديسمبر من سنة 1978.

## أعلام تاريخية

علم إسبانيا مابين عامي 1785 - 1873 ومابين عامي 1874 - 1931.
علم الجمهورية الإسبانية الأولى مابين عامي 1873 - 1874.
علم الجمهورية الإسبانية الثانية مابين عامي 1931 - 1939.
علم إسبانيا تحت حكم فرانسيسكو فرانكو مابين 2 شباط من سنة 1938 إلى 11 تشرين الأول من سنة 1945.
علم إسبانيا تحت حكم فرانسيسكو فرانكو مابين 11 تشرين الأول من سنة 1945 إلى 21 كانون الثاني من سنة 1977.
علم إسبانيا تحت حكم الانتقال إلى الديمقراطية الليبرالية مابين عامي 1977 - 1981.